# La Vie extraordinaire de Louis Wain
Pour les articles homonymes, voir Louis Wain et Wain (homonymie).
Pour plus de détails, voir Fiche technique et Distribution.
La Vie extraordinaire de Louis Wain (titre original : The Electrical Life of Louis Wain) est un film britannique réalisé par Will Sharpe, sorti en 2021. 
Il s'agit d'un film biographique sur le peintre britannique Louis Wain, principalement connu pour ses représentations d'animaux anthropomorphes et en particulier des chats.
Il est présenté en avant-première au festival du film de Telluride 2021.

## Fiche technique
- Titre original : The Electrical Life of Louis Wain
- Titre français : La Vie extraordinaire de Louis Wain
- Titre de travail : Louis Wain
- Réalisation : Will Sharpe
- Scénario : Will Sharpe et Simon Stephenson, d'après une histoire de Simon Stephenson
- Direction artistique : Caroline Barclay et Thalia Ecclestone
- Décors : Suzie Davies
- Producteurs : Adam Ackland, Ed Clarke, Leah Clarke et Guy Heeley
- Coproducteur : Donald Sabourin
- Sociétés de production : Amazon Studios, Film4 et Studiocanal
- Pays de production :  Royaume-Uni
- Langue originale : anglais
- Format : couleur, 1,33:1
- Genre : drame biographique
- Dates de sortie :
  - États-Unis : 2 septembre 2021 (festival de Telluride)
  - Canada : 11 septembre (festival de Toronto)
  - France : 11 janvier 2022 (Diffusion sur Canal+)

## Distribution
- Benedict Cumberbatch (VF : Pierre Tissot) : Louis Wain
- Olivia Colman (VF : Claire Guyot) : la narratrice
- Claire Foy (VF : Adeline Moreau) : Emily Richardson-Wain
- Andrea Riseborough (VF : Daniela Labbé-Cabrera) : Caroline Wain
- Toby Jones (VF : Jean-Claude Donda) : Sir William Ingram
- Jamie Demetriou (VF : Nicolas Dangoise) : Richard Caton Woodville Jr. (en)
- Aimee Lou Wood (VF : Audrey Sablé) : Claire Wain
- Stacy Martin (VF : Sara Viot) : Felicie Wain
- Hayley Squires (VF : Charlotte D'Ardhalon) : Marie Wain
- Julian Barratt : Dr Elphick
- Sharon Rooney (VF : Pauline Ziadé) : Josephine Wain
- Adeel Akhtar (VF : Philippe Bozo) : Dan Rider, possesseur de Cléopatre
- Sophia Di Martino : Judith
- Indica Watson : Felicie Wain, jeune
- Cassia McCarthy : Claire Wain, jeune
- Nick Cave : H. G. Wells
- Taika Waititi : Max Kase (en)
- Richard Ayoade (VF : Eilias Changuel) : Henry Wood
- Olivier Richters : le boxeur

## Autour du film
- Le script est initialement développé par Simon Stephenson et est sélectionné en 2014 dans la liste des meilleurs scénarios britanniques en attente de production[1].
- Le film est confirmé en juillet 2019 avec la présence de Benedict Cumberbatch, Claire Foy, Andrea Riseborough et Toby Jones. Will Sharpe est annoncé comme réalisateur et également comme scénariste. Le tournage débute à Londres en août 2019[2]. Hayley Squires, Stacy Martin, Julian Barratt, Sharon Rooney, Aimee Lou Wood ou encore Adeel Akhtar rejoignent également la distribution[3].